# Mandel-Weide
Die Mandel-Weide (Salix triandra L.) ist eine Art aus der Gattung der Weiden (Salix). Ein Synonym ist Salix amygdalina L.
.

## Beschreibung
Die Mandel-Weide ist ein großer Strauch bis kleiner Baum, der eine Wuchshöhe von 10 Meter erreichen kann. Oft verzweigt sich der Stamm schon früh, so dass eine unregelmäßige Krone entsteht. Die Rinde bei jungen Trieben ist glatt und braun-grau, bei älteren wird sie schuppig und blättert teilweise ab, so dass ein orange-braunes Muster entsteht.

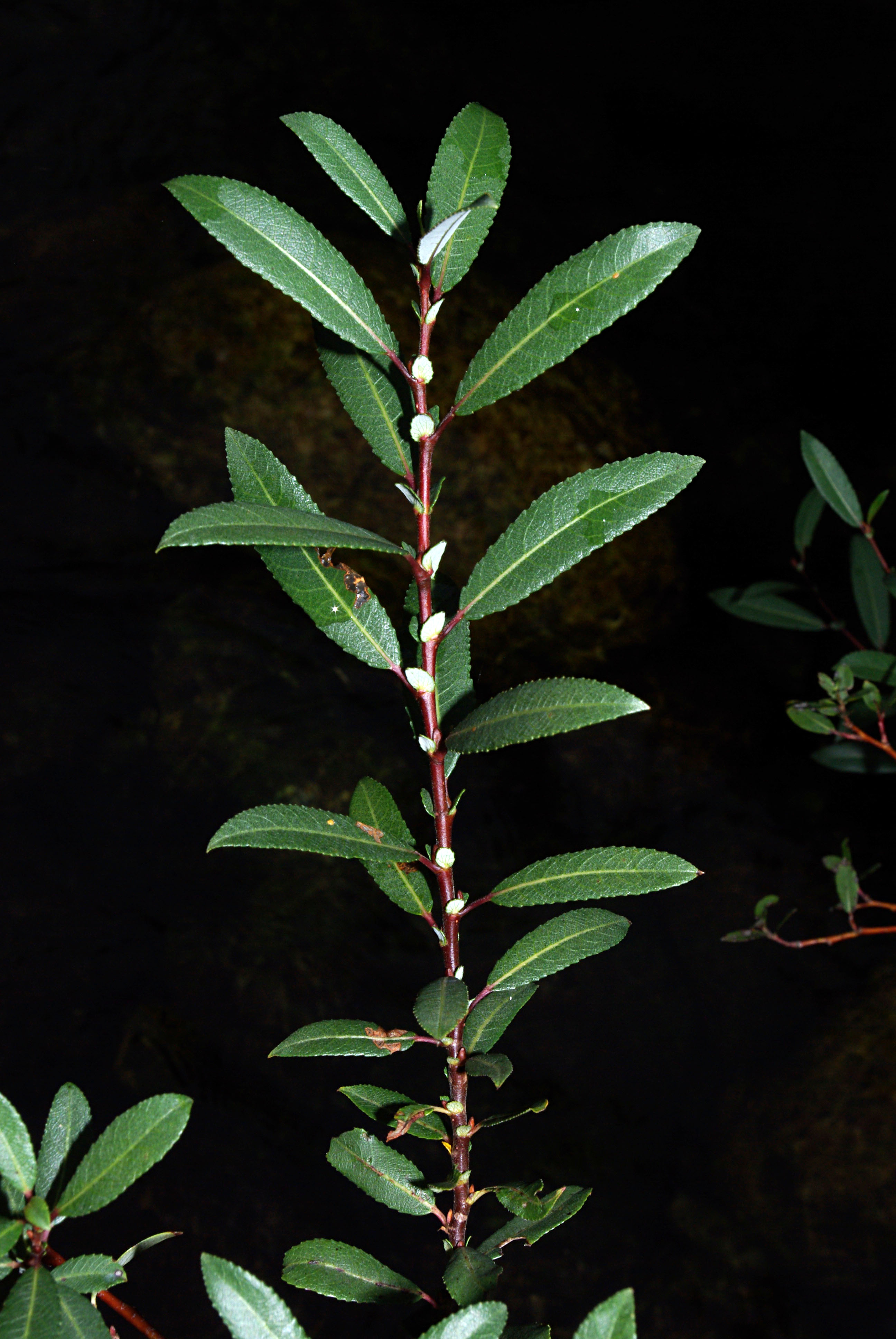
Blätter der Mandel-Weide

Die Blätter dieser Weide sind länglich, 4 bis 11 cm lang und 1 bis 3 cm breit. Auf der Oberseite sind sie matt dunkelgrün, auf der Unterseite grau-grün. Der Blattstiel ist etwa 1 bis 2 cm lang und besitzt zwei Nebenblätter am Grund. Die Kätzchen entstehen gleichzeitig mit den Blättern im frühen Frühling. Die Mandel-Weide ist diözisch, männliche und weibliche Kätzchen wachsen an verschiedenen Individuen. Die männlichen Kätzchen sind 2,5 bis 8 cm lang, die weiblichen 2 bis 4 cm. Da die männlichen Blüten drei Staubblätter haben, können sie leicht von anderen Weidenarten unterschieden werden, diese haben meist zwei oder fünf Staubblätter.
Der wissenschaftliche Name (Salix triandra) bezieht sich darauf, dass die männlichen Blüten drei Staubblätter haben. In wörtlicher Übersetzung bedeutet das aus dem Griechischen abgeleitete Art-Epitheton tri-andra „drei-männig“. Der deutsche Name Mandel-Weide kommt daher, dass die Blätter denen von Mandelbäumen ähneln.
Die Chromosomenzahl beträgt 2n = 38, 44 oder 88.

## Systematik
Man kann in Europa und Vorderasien folgende Unterarten unterscheiden:
- Salix triandra subsp. triandra
- Salix triandra subsp. bornmuelleri (Hausskn.) A. K. Skvortsov (Syn.: Salix bornmuelleri Hausskn.): Sie kommt in der Türkei, in Syrien und in Armenien vor.[5]

In Mitteleuropa werden von manchen Autoren zwei weitere Unterarten unterschieden:
- Salix triandra subsp. triandra
- Salix triandra subsp. discolor (Wimm. & Grab.) Arcang. (Syn.: Salix amygdalina var. discolor Wimm. & Grab.)

In der freien Natur bildet die Mandel-Weide oft Hybride mit Korb-Weiden (Salix viminalis), diese heißen dann Salix × mollissima Hoffm. ex Elwert.
Pflanzen aus dem Fernen Osten, die man früher Salix triandra var. nipponica (Franch. & Savatier) Seem. benannte, werden heute als die eigenständige Art Salix nipponica Franch. & Sav. angesehen. Diese Art hat, wie die Mandel-Weide, drei Staubblätter.

## Verbreitung und Standort
Die Mandel-Weide ist in Eurasien heimisch, ihre Vorkommen reichen von England zum Baikalsee, und von Spanien zu den Gebirgsketten des Kaukasus und Elburs. Die Pflanze wächst häufig an Flussufern und auf feuchten oder sumpfigen Böden.
Die Mandel-Weide kommt in Auengebüsch an Fluß- und Bachufern vor auf sickernassen, periodisch überschwemmten, nährstoffreichen und basenreichen, meist kalkhaltigen rohen Tonböden. Sie ist zusammen mit der Korb-Weide (Salix viminalis) und der Purpur-Weide (Salix purpurea) eine Charakterart des Salicetum triandrae aus dem Verband Salicion albae.

## Kultivierung
Diese Weidenart wird häufig zum Flechten benutzt und ist deswegen kultiviert worden.